# Срчани стрес тест
Срчани стрес тест је кардиолошки преглед који процењује одговор кардиоваскуларног система на спољашњи стрес у контролисаном клиничком окружењу. Овај одговор на стрес може бити изазван физичким вежбама (обично на траци за трчање) или интравенском фармаколошком стимулацијом срчаног ритма.
Како срце ради прогресивно теже (под стресом), његов рад се прати на електрокардиограму (ЕКГ) помоћу монитора, и одређују електрични ритмови срца и његова електрофизиологија. Испитивач током теста истовремено прати пулс, крвни притисак и субјективбе симптоме као што су нелагодност у грудима или умор (разговором  са пацијента током процедуре усмереном пре свега на бол и уочену нелагодност). Абнормалности у крвном притиску, срчаном ритму, ЕКГ-у или погоршању физичких симптома могу указивати на болест коронарне артерије.
Срчани стрес тест не дијагностикује тачно све случајеве коронарне артеријске болести, али често може указати да она постоји код људи који немају то стање. Тест такође може открити срчане абнормалности као што су аритмије и стања која утичу на електричну проводљивост унутар срца, као што су разни фасцикуларни блокови.
Нормални срчани стрес тест не нуди никакву суштинску сигурност да будући нестабилни коронарни плак неће пукнути и блокирати артерију, изазивајући срчани удар. Као и код свих медицинских дијагностичких процедура, подаци су валидни само за тај тренутк. Примарни разлог зашто се срчани стрес тест не сматра робусном методом детекције коронарне артеријске болести — је то што тест  генерално открива само промене на артеријама које су јако сужене (~70% или више).

## Опште информације
Срчани стрес тест је један од врло често извођених тестова у кардиологији, који има за циљ да се утврди:
- колико добро срце пумпа крв.
- да ли срце добија адекватну количину крви.
- како срце ради током физичкој активности (вожња стационарног бицикла, ходање или трчање на покретној траци) у поређењу са другим људима истог узраста и пола.
- да ли се симптоми (нелагодност у грудима, кратак дах, осећај да срце неправилно куца или чак вртоглавица) могу поновити током физичке активности.

Срчани стрес тест олакшава идентификацију и процену одређених срчаних проблема, као што су:
- проблеми са мишићима или залисцима срца.
- одговарајуће снабдевање крвљу срчаног мишића.
- електрична стабилност  срца у мировању и током вежбања.

Срчани стрес тест помаже здравственим радницима да утврде да ли су пацијенту потребне додатна (често инвазивнија) тестирања да бис се потврдила дијагноза или да ли лечење може смањити ризик од срчаног удара и учинити да се пацијент осећа боље.

## Поступак
Срчани стрес тест почиње тако што се  ходање на покретној траци или вожњом стационарног бицикла (ергоцикла)  срце приморава да пумпа јаче и брже. Због тога се тест често назива стрес тест вежбањем или ерготест.
Испитивач током  теста процењују одговор пацијентовог организма на повећано оптерећење мерењем:
- крвног притиска.
- броја откуцаја срца.
- нивои кисеоника.
- електрична активности срцу.
- рада срца  у поређењу са другим особа истих година и пола.

### Препоруке за употребу теста
Америчко удружење за срце препоручује срчани стрес тест на покретној траци као први избор за пацијенте са средњим ризиком од коронарне болести срца према факторима ризика, као што су пушењае дувана, породична историји стенозе коронарне артерије, хипертензија, шећерна болест и високог холестерол.  

### Дијагностичка вредност теста
Уобичајени приступ тестирању на стрес који препоручују Амерички колеџ за кардиологију  и Америчко удружење за срце  укључује неколико метода за процену здравља срца. Ове методе пружају информације за дијагностиковање и управљање срчаним болестима. Два примарна теста стреса који се користе су тест на траци за трчање који користи ЕКГ / електрофизиолошку метрику и нуклеарно тестирање, сваки има јединствене вредности осетљивости и специфичности. 
Тест на покретној траци, који користи модификовани Брусов протокол (који се састоји од постепеног повећања брзине и нагиба покретне траке),  показује опсег осетљивости од око 73% до 90% и опсег специфичности од око 50% до 74%. Осетљивост се односи на проценат појединаца са стањем које је тачно идентификовано тестом, док специфичност означава проценат појединаца код којих је стање исправно идентификовано као да га немају. Нуклеарни стрес тест показује осетљивост од 81% и специфичност у распону од 85 до 95%. 
Да би се дошло до пацијентове вероватноће болести после теста, тумачење резултата стрес теста захтева интеграцију вероватноће пацијентове пре теста са осетљивошћу и специфичношћу теста. Овај метод, који су првобитно увели Дајмонд и Форестер 1970-их, даје процену вероватноће оболевања пацијента након теста.  Тестови на стрес имају ограничења у процени значаја и природе срчаних проблема, и треба их посматрати у контексту – као почетну процену која може довести до низа других дијагностичких приступа у ширем лечењу срчаних болести. 
Према подацима америчких центара за контролу и превенцију болести, први уобичајени систем коронарне болести је срчани удар. Према Америчком удружењу за срце, значајан проценат појединаца, отприлике 65% мушкараца и 47% жена, има срчани удар или изненадни застој срца као први симптом кардиоваскуларних болести. Сходно томе, срчани стрес тестови који су обављени непосредно пре ових догађаја можда неће бити увек релевантни за предвиђање инфаркта код већине тестираних појединаца. 

## Стрес тест са ехокардиографијом
Стрес тест може бити праћен и ехокардиографијом. Ехокардиографија се ради и пре и после вежбања како би се могле упоредити структурне разлике. Ова разлика се користи за откривање опструктивне болести коронарних артерија. 
Ехокардиограм у мировању се ради пре стреса и на њему се добија ултразвучна слике слична оној добијеној током трансторакалне ехокардиографије. Потом се пацијент подвргава стресу у виду вежби или под дејством хемијски супстанцама (нпр. добутамина). Након што се постигне циљни број откуцаја срца, добијају се слике стрес теста са ехокардиограмом. Оба слике ехокардиограма се затим упоређују да би се процениле било какве абнормалности у кретању зида срца.  

## Кардиопулмонални тест са оптерећењем
Кардиопулмонални тест са оптерећењем  који осим што процењује одговор кардиоваскуларног система такође мери засићење гасовима при дисању (нпр. засићеност кисеоником или максималну потрошњу кисеоника (V̇O2 max). 
Уобичајене индикације за кардиопулмонални тест  укључују: 
- процену краткоће даха,
- преглед пре трансплантације срца,
- прогнозу и процену ризика код пацијената са срчаном инсуфицијенцијом.

Тест је такође уобичајена метода у спортској медицини за мерење максималне потрошње кисеоника код спортиста, V̇O2 max.   
Америчко удружење за срце 2016. године објавило је званични научни став у коме се залаже да кардиореспираторна способност, која се може квантификовати као V̇O2 max и измерена током кардиопулмоналног теста са оптерећењем, сврстава у категорију клиничких виталних знакова и да секористи као рутинска процена у клиничкој пракси.
Кардиопулмонални тест са оптерећењем се може урадити на потретној траци траци или циклоергометру. Код недовољно обучених испитаника, вредност V̇O2 max је 10% до 20% нижа када се користи циклоергометар у поређењу са покретном траком.

## Извођење теста са нуклеарним маркерима
Нуклеарни стрес тест користи гама камеру за снимање радиоизотопа убризганих у крвоток. Најпознатији пример је сликање перфузије миокарда . Обично се током теста може убризгати радиотрацер ( Тц-99 сестамиби , Миовиев или талорид 201 ). Након одговарајућег периода чекања да би се осигурала правилна дистрибуција радиотрацера, скенирање се врши гама камером како би се снимиле слике крвотока. Скенирање добијено пре и после вежбања се испитује како би се проценило стање коронарних артерија пацијента. Показујући релативне количине радиоизотопа унутар срчаног мишића, тестови нуклеарног стреса прецизније идентификују регионалне области смањеног протока крви. 
Стрес и потенцијално оштећење срца услед вежбања током теста представљају проблем код пацијената са ЕКГ абнормалностима у мировању или код пацијената са тешким моторичким инвалидитетом. Може се користити фармаколошка стимулација вазодилататорима као што су дипиридамол или аденозин, или позитивним хронотропним агенсима као што је добутамин. Особље за тестирање може укључивати кардиолога, лекара нуклеарне медицине, технолога нуклеарне медицине, кардиолошког технолога, кардиолога и/или медицинску сестру. Типична доза зрачења примљена током ове процедуре може да се креће од 9,4 до 40,7 милисиверта . 

## Контраиндикације
Стресно снимање срца се не препоручује за асимптоматске пацијенте са ниским ризиком као део њихове рутинске неге.  Неке процене показују да такав скрининг чини 45% снимања срчаног стреса, а докази не показују да то резултира бољим исходима за пацијенте.  Осим ако нису присутни маркери високог ризика, као што су дијабетес код пацијената старијих од 40 година, болест периферних артерија или ризик од коронарне болести срца већи од 2 процента годишње, већина здравствених друштава не препоручује тест као рутинску процедуру. 
Апсолутне контраиндикације за срчани стрес тест укључују:
- Акутни инфаркт миокарда у року од 48 сати
- Нестабилна ангина још није стабилизована медицинском терапијом
- Неконтролисана срчана аритмија , која може имати значајне хемодинамске одговоре (нпр. вентрикуларна тахикардија)
- Тешка симптоматска стеноза аорте , дисекција аорте , плућна емболија и перикардитис
- Болести вишежилних коронарних артерија које имају висок ризик од настанка акутног инфаркта миокарда
- Декомпензована или неадекватно контролисана конгестивна срчана инсуфицијенција
- Неконтролисана хипертензија (крвни притисак > 200/110 ммХг)
- Тешка плућна хипертензија
- Акутна дисекција аорте
- Акутно болестан из било ког разлога

## Индикације за прекид теста
Индикације за прекид: Кардијални стрес тест треба прекинути пре завршетка под следећим околностима: 

### Апсолутне индикације за прекид теста
- Систолни крвни притисак се смањује за више од 10 ммХг са повећањем брзине рада, или пада испод почетне вредности у истом положају, са другим доказима исхемије .
- Појачани симптоми нервног система: вртоглавица, атаксија или блиска синкопа
- Умерен до јак ангинозни бол (изнад 3 на стандардној скали од 4 тачке  )
- Знаци лоше перфузије,  нпр. цијаноза или бледило
- Захтев испитаника
- Техничке потешкоће (нпр. потешкоће у мерењу крвног притиска или ЕГЦ  )
- Елевација СТ сегмента већа од 1 мм у одводима аВР, В1 или без К таласа
- Трајна вентрикуларна тахикардија

### Релативне индикације за прекид теста
- Систолни крвни притисак се смањује за више од 10 ммХг са повећањем брзине рада, или пада испод основне вредности у истом положају, без других доказа исхемије.
- Промене СТ или КРС сегмента,  нпр. више од 2 мм  хоризонтално или надоле  Депресија СТ сегмента у одводима без К таласа, или изражено померање осе
- Аритмије, осим трајне вентрикуларне тахикардије, нпр. превремене вентрикуларне контракције , мултифокалне или триплетне; срчани блок; суправентрикуларна тахикардија или брадијаритмије
- кашњење интравентрикуларне проводљивости или блок гране снопа или који се не може разликовати од вентрикуларне тахикардије
- Појачан бол у грудима
- Умор, кратак дах, пискање, клаудикација или грчеви у ногама
- Хипертензивни одговор (систолни крвни притисак > 250 ммХг или дијастолни крвни притисак > 115 ммХг)

## Нежељени ефекти теста
Нежељени ефекти од срчаног стресног тестирања могу укључивати [ потребан цитат ]
- Палпитације, бол у грудима, инфаркт миокарда, кратак дах, главобоља, мучнина или умор.
- Аденозин и дипиридамол могу изазвати благу хипотензију.
- Како су радиоактивни трагови који се користе за овај тест хемијски канцерогени, честа употреба ових тестова носи мали ризик од рака.

## Употреба фармаколошких средстава за стрес срца
Фармаколошко стресно тестирање се ослања на коронарну крађу . Вазодилататори се користе за ширење коронарних судова, што узрокује повећану брзину крви и проток крви у нормалним судовима и мањи одговор у стенозираним судовима. Ова разлика у одговору доводи до крађе протока и дефекти перфузије се појављују у срчаним нуклеарним скенирањима или као промене СТ-сегмента. 
Избор фармаколошких агенаса за стрес који се користе у тесту зависи од фактора као што су потенцијалне интеракције лекова са другим третманима и пратећим болестима.
Фармаколошки агенси као што су аденозин, регаденозон (Лекисцан) или дипиридамол се генерално користе када пацијент не може да постигне адекватан ниво рада вежбањем на траци за трчање, или има лоше контролисану хипертензију или блок леве гране снопа . Међутим, тест стреса при вежбању може пружити више информација о толеранцији на вежбање него фармаколошки тест стреса. 
Често коришћени агенси укључују:
- Вазодилататори који делују као агонисти аденозинских рецептора , као што је сам аденозин и дипиридамол (Персантин),  који делује индиректно на рецептор.
- Регаденосон (Лекисцан), који делује специфично на аденозински А2А рецептор , утичући на срце више него на плућа.
- Добутамин  – Ефекти бета-агониста као што је добутамин могу се поништити давањем бета-блокатора као што је пропранолол .

Регаденосон или добутамин се често користе код пацијената са тешком реактивном болешћу дисајних путева ( астма или ХОБП ) јер аденозин и дипиридамол могу изазвати акутно погоршање ових стања. Ако се пацијентова астма лечи инхалатором, онда га треба користити као преттретман пре убризгавања фармаколошког средства за стрес. Поред тога, ако пацијент активно дише, лекар треба да одреди користи у односу на ризик за пацијента од извођења стресног теста, посебно ван болничког окружења. Кофеин се обично држи 24 сата пре аденозинског стрес теста, пошто је компетитивни антагонист А2А аденозинског рецептора и може да ублажи вазодилататорне ефекте аденозина. [ потребан цитат ]
Аминофилин се може користити за ублажавање тешких и/или упорних нежељених реакција на аденозин и регаденозон. 